# Мабути, Муцуо
Мабути Муцуо (|馬渕睦夫|まぶちむつお|mabutɕi mutsu.o; 21 января 1946, Япония) — японский дипломат. Чрезвычайный и Полномочный Посол Японии.

## Биография
Родился 21 января 1946 года. Окончил Киотский университет, юридический факультет.
С 1968 по 1984 — сотрудник Министерства Иностранных Дел Японии.
С 1984 по 1986 — директор Отдела социального сотрудничества Департамента ООН МИД Японии.
С 1986 по 1987 — управляющий Директор Учебного института дипломатической службы МИД Японии.
С 1987 по 1989 — первый заместитель Директора по координации политики Отдела координации политики Министерства Иностранных Дел Японии. Директор Первого отдела по культуре Департамента по вопросам культуры МИД Японии.
С 1989 по 1991 — советник Постоянного Представительства Японии в ЕС.
С 1991 по 1992 — советник Посольства Японии в Израиле (Тель-Авив).
С 1992 по 1995 — посланник Посольства Японии в Израиле.
С 1995 по 1997 — генеральный директор иностранных дел Токийской мэрии.
С 1997 по 1998 — посланник Посольства Японии в Таиланде (Бангкок).
С 1998 по 2000 — Чрезвычайный и Полномочный Посол Японии в Таиланде.
С 2000 по 2003 — Чрезвычайный и Полномочный Посол Японии на Кубе (Гавана).
С 2003 по 2005 — исполнительный Директор Фонда углубленного изучения вопросов международного развития.
С 2005 по 2008 — Чрезвычайный и Полномочный Посол Японии на Украине (и по совместительству в Молдавии).

## Книги

### Автор
- いま本当に伝えたい感動的な「日本」の力 (неопр.). — 総和社, 2012. — ISBN 9784862860576.
- 国難の正体 : 日本が生き残るための「世界史」 (неопр.). — 総和社, 2012. — ISBN 9784862860651.
  - 国難の正体 : 世界最終戦争へのカウントダウン（新装版） (неопр.). — ビジネス社, 2014. — ISBN 9784828417776.
- 世界を操る支配者の正体 (неопр.). — Kodansha, 2014. — ISBN 9784062191753.
- 「反日中韓」を操るのは、じつは同盟国・アメリカだった! (неопр.). — ワック, 2014. — (Wac bunko). — ISBN 9784898317075.
- 政治・経済・信仰から読み解く日本「国体」の真実 (неопр.). — ビジネス社, 2015. — ISBN 9784828418063.
- そうか、だから日本は世界で尊敬されているのか! (неопр.). — ワック, 2015. — (Wac bunko). — ISBN 9784898317211.
- アメリカの社会主義者が日米戦争を仕組んだ : 「日米近現代史」から戦争と革命の20世紀を総括する (яп.). — ベストセラーズ, 2015. — ISBN 9784584136829.
- 世界を操るグローバリズムの洗脳を解く : 日本人が知るべき「世界史の真実」 (неопр.). — 悟空出版, 2015. — ISBN 9784908117145.
- 和の国・日本の民主主義 : 世界最古にして、最先端　「日本再発見」講座 (неопр.). — ベストセラーズ, 2016. — ISBN 9784584137451.
- 2017年世界最終戦争の正体 : いま世界で本当に起こっていること　日本が生き残るための緊急出版 (яп.). — 宝島社, 2016. — ISBN 9784800248473.
- アメリカ大統領を操る黒幕 : トランプ失脚の条件 (неопр.). — 2017. — (小学館新書). — ISBN 9784098252916.
- グローバリズムの終焉 (неопр.). — ベストセラーズ, 2017. — ISBN 9784584137956.

### Соавтор
- 渡部昇一. 日本の敵 : グローバリズムの正体 (неопр.). — 飛鳥新社, 2014.
- 宮崎正弘. 世界戦争を仕掛ける市場の正体 : グローバリズムを操る裏シナリオを読む (неопр.). — ビジネス社, 2016.
- 日下公人. ようやく「日本の世紀」がやってきた : 今、世界で何が起こっているか (неопр.). — ワック, 2016. — (Wac bunko).
- 髙山正之. 日本人が知らない洗脳支配の正体 : 日本を見習えば世界は生き残れる (неопр.). — ビジネス社, 2017.